# Zygethopolys pugetensis
Zygethopolys pugetensis är en mångfotingart som beskrevs av Chamberlin 1928. Zygethopolys pugetensis ingår i släktet Zygethopolys och familjen stenkrypare.

## Underarter
Arten delas in i följande underarter:
- Z. p. pugetensis
- Z. p. tiganus